# Comuna Iasînove, Oleksandrivka
Iasînove (în ucraineană Ясинове) este o comună în raionul Oleksandrivka, regiunea Kirovohrad, Ucraina, formată din satele Bileaiivka, Iasînove (reședința) și Omelhorod.

## Demografie
Componența lingvistică a comunei Iasînove
     Ucraineană (90,92%)
     Rusă (7,98%)
     Alte limbi (0,63%)
Conform recensământului din 2001, majoritatea populației comunei Iasînove era vorbitoare de ucraineană (90,92%), existând în minoritate și vorbitori de rusă (7,98%).